# Leibniz-Institut für Troposphärenforschung
Das Leibniz-Institut für Troposphärenforschung, kurz TROPOS, befasst sich mit der Untersuchung physikalischer und chemischer Vorgänge in der Troposphäre, speziell mit Aerosolen und Wolken. Hauptthema ist die weltweite aber auch regionale Klimarelevanz dieser Prozesse.
Das Institut ist Mitglied der Leibniz-Gemeinschaft und befindet sich im Wissenschaftspark (Forschungsgelände Permoserstraße) in Leipzig. Das vom TROPOS betriebene Wolkenlabor gilt als weltweit einzigartig für die Untersuchung künstlich hergestellter Wolken.

## Geschichte
Das TROPOS wurde am 1. Januar 1992 als eingetragener Verein gegründet und am 14. Oktober 1993 offiziell eröffnet. Grund war die Stärkung der meteorologischen Forschung in Leipzig und die Notwendigkeit zur Untersuchung der Umweltprobleme im Raum Halle/Leipzig. Heute beschäftigt das Institut ca. 180 Mitarbeiter (Stand: 2014) und unterhält enge Beziehungen zur Universität Leipzig (Physik, Meteorologie, Chemie) und zu zahlreichen Forschungsinstituten in Europa, den USA, und China. Des Weiteren betreibt das TROPOS eine eigene Forschungsstation zur kontinuierlichen Beobachtung von Feinstaub, Spurengasen und Wolken in Melpitz, 40 km von Leipzig entfernt. Der Direktor des Instituts ist Andreas Macke.

## Abteilungen

### Abteilung Fernerkundung
Die Abteilung Fernerkundung entwickelt optische Messinstrumente zum Nachweis troposphärischer Aerosolpartikel und Wolken und führt damit weltweit Feldmessungen durch. Auch die Wechselwirkung der Strahlung der Sonne mit Aerosolen und Wolken ist ein aktuelles Forschungsthema. Die Abteilung betreibt außerdem mehrere LIDAR-Geräte zur optischen Fernmessung.

### Abteilung Experimentelle Aerosol- und Wolkenphysik
Die Abteilung Experimentelle Aerosol- und Wolkenphysik erforscht aerosol- und wolkenbezogene Prozesse in der Atmosphäre.
Zur Abteilung gehört der im April 2006 eröffnete „Leipzig Aerosol Cloud Interaction Simulator“ (LACIS), ein Wolkensimulator, mit dem künstliche Wolken erzeugt und untersucht werden können. Zur Sammlung von Tropfen und Eispartikel in natürlich entstandenen Wolken gibt es ein transportierbares Gerät (Counterflow Virtual Impactor), welches von einem Forschungsflugzeug aus oder auf einer Bergmessstation betrieben wird. Ein weiteres Messsystems, welches verwendet wird, ist das „Airborne Cloud Turbulence Observation System“ (ACTOS), mit dem von einem Hubschrauber aus Messungen in Wolken durchgeführt werden können.

### Abteilung Chemie
Die Abteilung Chemie untersucht mit modernen analytischen Methoden die Zusammensetzung von Wolken, Aerosolen und der Gasphase. Weiterhin führt sie Laborexperimente zur Luftchemie, z. B. zur Reaktion von Ozon mit pflanzlichen Terpenen, durch. Außerdem werden durch Laserexperimente die Reaktivität kurzlebiger troposphärischer Radikale untersucht und deren physikalisch-chemische Eigenschaften bestimmt.

### Abteilung Modellierung
In der Abteilung Modellierung werden neue Modelle zur Simulation umweltchemischer Transportreaktionen und zur Produktverteilung bei Multiphasenreaktionen von Radikalen entwickelt.